# Vocapatch
Vocapatch è il primo album degli Uochi Toki, registrato al Fiscerprais studio e pubblicato dall'etichetta discografica Burp publications/MHM nel 2003.

## Il disco
Il disco è composto da 31 pezzi senza titolo (nelle note di copertina è riportata solo una piccola icona al fianco del numero della traccia) che alternano hip hop suonato su basi minimali a frammenti hardcore allo stato puro,  suonati con chitarra e batteria stile Black Flag dei primi tempi.
Bugo è ospite "muto" in 4 pezzi (tracce 12, 13, 27 e 29).

## Tracce
Ad eccezione della n. 8 tutte le tracce del disco non sono indicate con un titolo ma con un disegno.
1. Balena – 4:17
2. Sangue – 3:46
3. Castello – 0:38
4. Galletto – 2:31
5. Foglio – 0:35
6. Fabbrica – 2:37
7. Corna – 3:21
8. Zarra da Dio – 0:48
9. Cubo – 5:01
10. Zero tagliato – 3:33
11. Decimo – 0:34
12. Galletto morto sdraiato (feat. Bugo) – 3:27
13. Losanghe (feat. Bugo) – 1:35
14. Forma con un asterisco – 2:05
15. Forma con due asterischi – 1:48
16. Macchina in salita – 0:38
17. Ya – 0:37
18. Casa – 2:08
19. Il pranzo è in tavola – 2:29
20. Simbolo politico – 0:31
21. Serratura – 1:36
22. Castello – 0:39
23. Cestino – 0:28
24. Televisore – 3:07
25. Termostato – 0:26
26. Pesce – 3:25
27. Carriola (feat. Bugo) – 2:29
28. Pericolo – 0:30
29. Cazzuola (feat. Bugo) – 3:23
30. Note – 2:44
31. Gancio – 0:49